# Johannes Witteveen

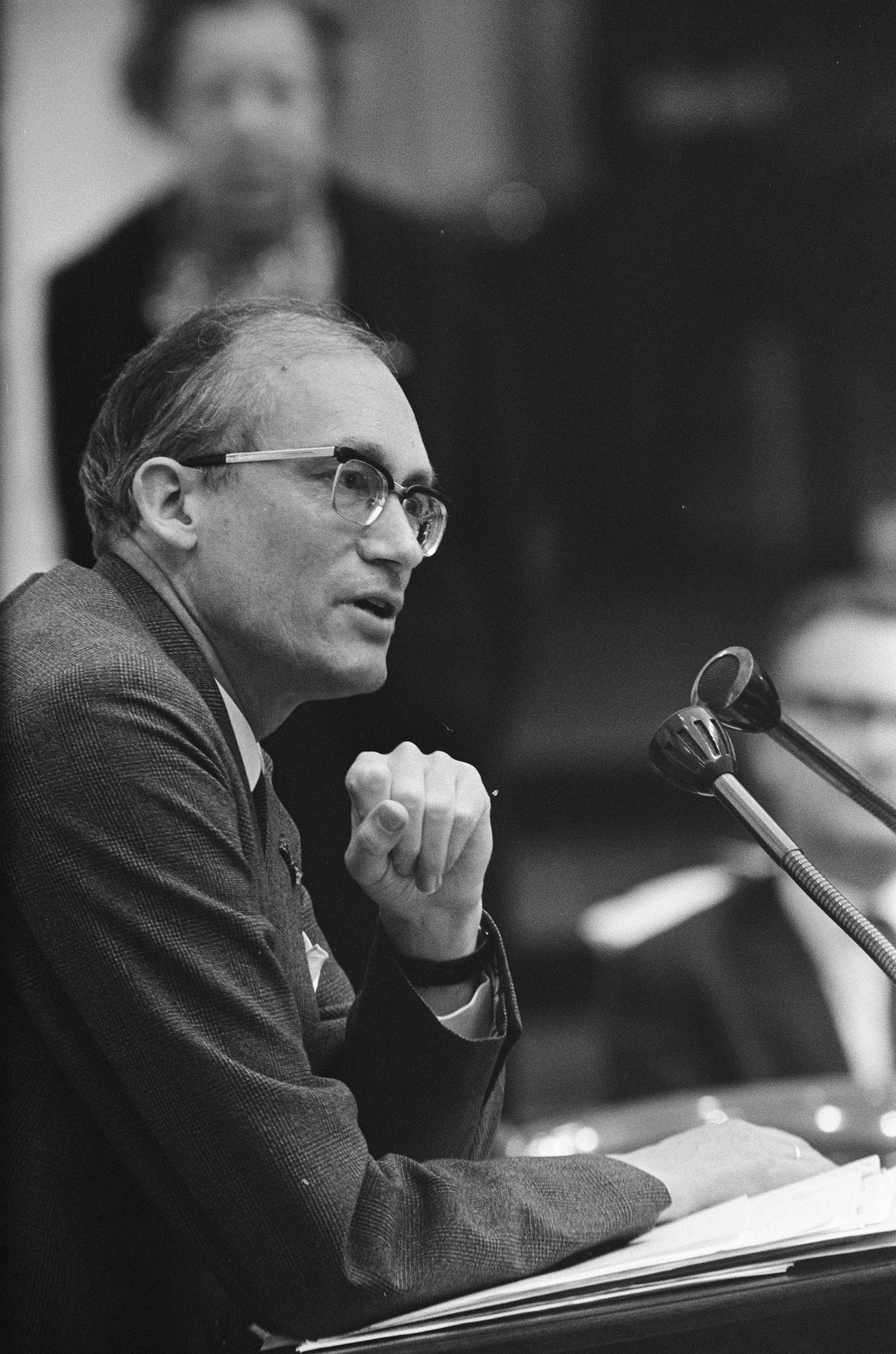

Johannes Witteveen (1921-2019) é um economista da Holanda. Ele foi diretor do FMI.